# Úřad práce České republiky

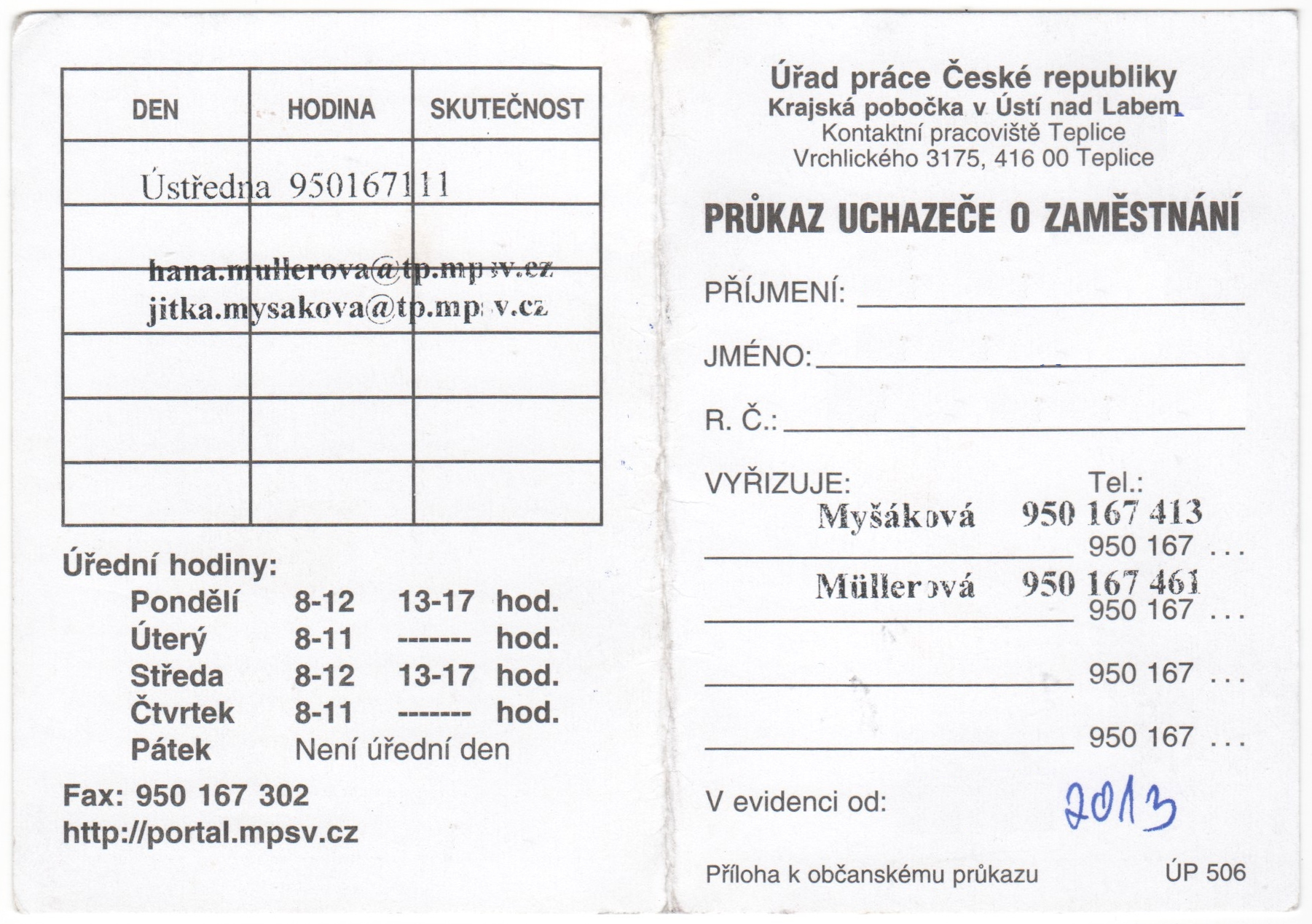
„Průkaz uchazeče o zaměstnání“, evidují se v něm jednotlivé docházky na povinné konzultace

Úřad práce České republiky je správní úřad České republiky podřízený Ministerstvu práce a sociálních věcí, jehož hlavní činností je poskytování informací z oblasti pracovního trhu nejen v České republice, ale i v Evropské unii, evidence uchazečů o zaměstnání a volných pracovních míst. Spadá pod správu Ministerstva práce a sociálních věcí České republiky, ale jeho působnost se dělí do menších administrativních celků, které působí na jednotlivých pobočkách po celé České republice. Na úřadu práce, který je místně příslušný podle bydliště žadatele, je možné vyhledat aktuální pracovní nabídky, s příslušným referentem si společně vytvořit svůj kariérní profil, dále se prostřednictvím úřadu lze přihlásit na nejrůznější rekvalifikační školení apod. Od 1. května 2004 patří do služeb úřadu práce i služba EURES, která usnadňuje mobilitu pracovníků v rámci Evropy. 
Dne 1. dubna 2011 vznikl jednotný Úřad práce České republiky. V rámci Úřadu práce České republiky působí generální ředitelství, krajské pobočky a pobočka pro hlavní město Prahu; součástí krajských poboček jsou kontaktní pracoviště. Úřad práce je organizační složkou státu a účetní jednotkou, vedle České správy sociálního zabezpečení je největším sociálně-správním úřadem v České republice.

## Působnost úřadu práce

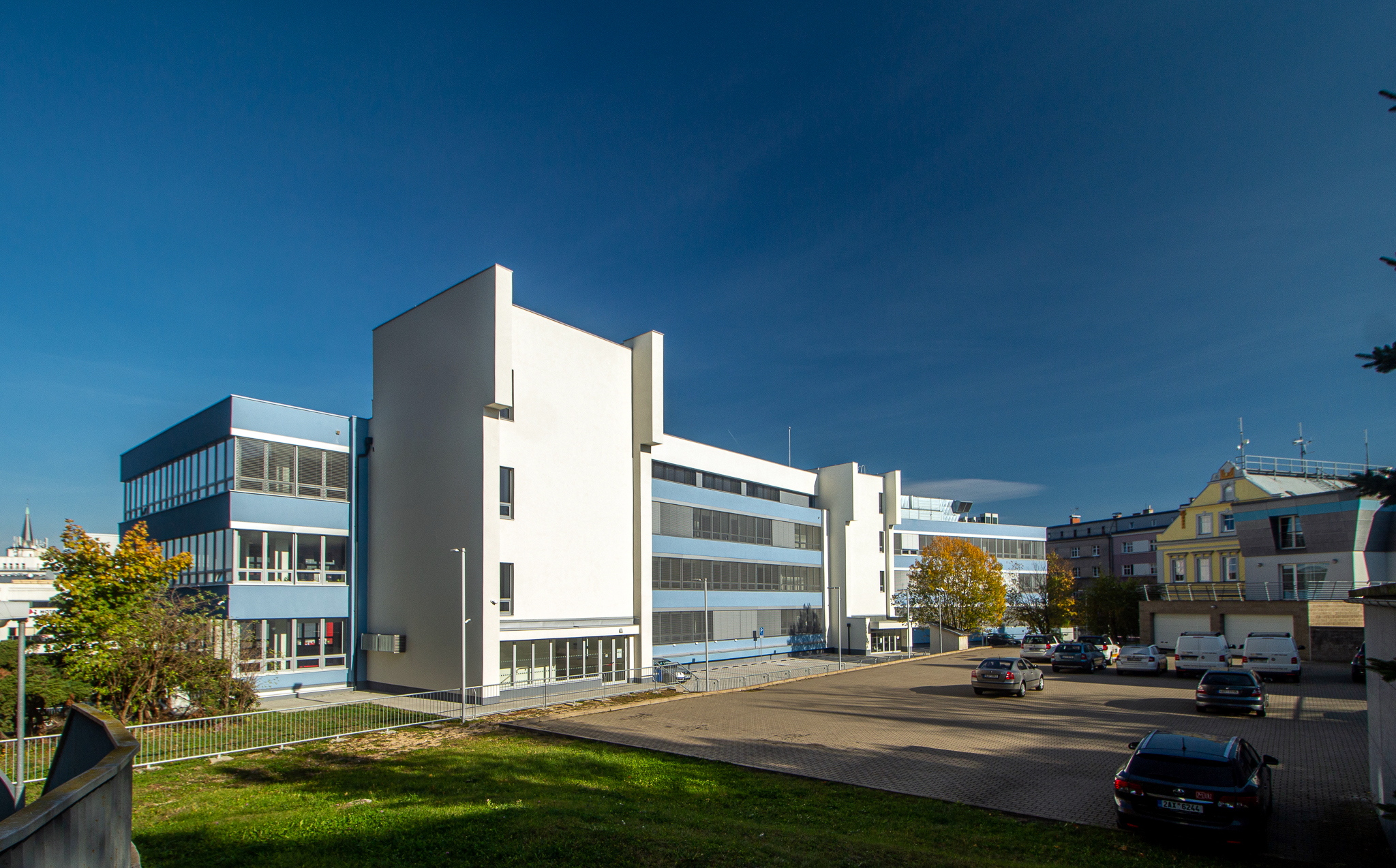
Budova úřadu práce v Liberci

Úřad práce je správním úřadem, ve správním řízení rozhoduje generální ředitelství, krajské pobočky, případně kontaktní pracoviště (dle agendy) jako správní orgán 1. stupně, odvolacím orgánem je Ministerstvo práce a sociálních věcí ČR. Při rozhodování o některých dávkách poskytovaných v systému dávek hmotné nouze, příspěvku na péči a dávek pro osoby se zdravotním postižením se úřad práce řídí mj. výsledky lékařského posouzení klienta (provádí jej Institut posuzování zdravotního stavu České správy sociálního zabezpečení) a sociálním šetřením.
Základní působnost Úřadu práce České republiky je k 1. lednu 2015 v těchto oblastech:
- zaměstnanost (zákon č. 435/2004 Sb.),
- ochrana zaměstnanců při platební neschopnosti zaměstnavatele (zákon č. 118/2000 Sb.),
- státní sociální podpora (zákon č. 117/1995 Sb.),
- dávky pro osoby se zdravotním postižením (zákon č. 329/2011 Sb.),
- příspěvek na péči (zákon č. 108/2006 Sb.),
- pomoc v hmotné nouzi (zákon č. 111/2006 Sb.),
- dávky pěstounské péče (zákon č. 359/1999 Sb.).

Od 1.7.2021 vykonává Úřad práce nově působnost v oblasti poskytování náhradního výživného podle zákona č. 588/2020 Sb.
V rámci působnosti v oblasti zaměstnanosti úřad práce zejména eviduje uchazeče a zájemce o zaměstnání, poskytuje podporu v nezaměstnanosti, eviduje volná pracovní místa, provádí aktivní politiku zaměstnanosti (příspěvky SÚPM, VPP, rekvalifikace), povoluje agentury práce (generální ředitelství), poskytuje pomoc osobám se zdravotním postižením (pracovní rehabilitace), poskytuje příspěvky zaměstnavatelům osob se zdravotním postižením na chráněných pracovních místech, rozhoduje o povolení k zaměstnání pro cizince z třetích zemí (pokud nemají tzv. duální povolení) a eviduje zaměstnance ze zemí Evropské unie, povoluje výkon umělecké, sportovní a reklamní činnosti dětí, zaměstnavatelé hlásí úřadu práce plnění tzv. povinného podílu. Kontroly stanovených povinností v oblasti zaměstnanosti a ukládání pokut za delikty provádí Státní úřad inspekce práce (oblastní inspektoráty práce).
V rámci působnosti v oblasti ochrany zaměstnanců při platební neschopnosti zaměstnavatele poskytuje úřad práce zaměstnancům náhradu za nevyplacené mzdové nároky od zaměstnavatelů za podmínek a v limitech stanovených zákonem. Podmínkou podání žádosti o uspokojení mzdových nároků u úřadu práce je platební neschopnost zaměstnavatele, tj. že je vedeno u příslušného krajského soudu insolvenční řízení.
V rámci působnosti v oblasti státní sociální podpory úřad práce poskytuje rodinné dávky: rodičovský příspěvek, pohřebné, přídavek na dítě, příspěvek na bydlení a porodné.
V rámci působnosti v oblasti dávek pro osoby se zdravotním postižením úřad práce poskytuje dávky: příspěvek na mobilitu a příspěvek na zvláštní pomůcku. Současně rozhoduje o průkazech pro osoby se zdravotním postižením.
V rámci působnosti v oblasti příspěvku na péči úřad práce poskytuje dávku příspěvek na péči pro osoby závislé na pomoci jiných osob podle zákona o sociálních službách.
V rámci působnosti v oblasti pomoci v hmotné nouzi úřad práce poskytuje dávky: příspěvek na živobytí, doplatek na bydlení a mimořádnou okamžitou pomoc.
V rámci působnosti v oblasti dávek pěstounské péče poskytuje úřad práce dávky: příspěvek na úhradu potřeb dítěte, odměnu pěstouna, příspěvek při převzetí dítěte, příspěvek na zakoupení osobního motorového vozidla a příspěvek při ukončení pěstounské péče. 
V rámci působnosti v oblasti náhradního výživného poskytuje úřad práce dávku náhradního výživného.

## Podpora v nezaměstnanosti
V České republice vyplácí Úřad práce podporu uchazečům o zaměstnání, kteří splní podmínky dané zákonem o zaměstnanosti. Hlavní podmínkou je  získání důchodového pojištění po dobu alespoň 12 měsíců v posledních 2 letech před zařazením do evidence uchazečů o zaměstnaní. Podpora se vyplácí po dobu maximálně 5 až 11 měsíců podle věku uchazeče. Výše podpory se počítá na základě průměrného měsíčního čistého výdělku v posledním zaměstnání. V prvních dvou měsících činí 65 % této částky, dalších dvou měsících 50 % a v následujících měsících 45 % tohoto průměru.

## Kontroverze
Koncem roku 2017 se Asociace malých a středních podniků a živnostníků ČR vymezila proti aktivitě úřadu práce v Liberci, kdy tento úřad práce ve spolupráci s Bundesagentur für Arbeit v Bautzenu prováděl podle asociace cílený nábor českých zájemců o práci v Německu. Podle úřadu práce ale tento pouze vykonává svoje poslání, kterým je obsazování volných pracovních míst uchazeči z evidence a že se Česká republika se vstupem do Evropské unie zapojila také do systému EURES, který je plně integrován na Úřadu práce ČR a který má poskytovat informace uchazečům o práci a zaměstnavatelům, jež mají zájem využívat práva volného pohybu osob. Podle Karla Havlíčka z Asociace malých a středních podniků a živnostníků ČR byla ale potřeba se jinak chovat v době, kdy je vysoká nezaměstnanost, a jinak v době, kdy poptávka po pracovnících převyšuje nabídku. Podle něj běžný podnikatel neví, co je EURES, ale vidí, že nemá pracovníky a že na zájemce o práci z Ukrajiny jsou nastaveny kvóty.